# Crisi del Levante
La crisi del Levante nota anche come crisi di Damasco o crisi siriana fu una crisi militare che ebbe luogo tra le forze britanniche e francesi in Siria nel maggio 1945 subito dopo la fine della seconda guerra mondiale in Europa. Le truppe francesi avevano cercato di sedare le proteste nazionaliste in Siria per la continua occupazione del Levante da parte della Francia. Con le pesanti perdite siriane, Winston Churchill si oppose all'azione francese e inviò forze britanniche in Siria dalla Giordania con l'ordine di sparare sui francesi qualora necessario.
Mezzi blindati e truppe britanniche raggiunsero poi la capitale siriana Damasco, in seguito al quale i francesi furono scortati e confinati nelle loro caserme. Con l'aggiunta della pressione politica, i francesi ordinarono un cessate il fuoco. La crisi portò quasi Gran Bretagna e Francia al punto di guerra.

## Contesto

Mappa dei mandati francesi – Siria e Libano

All'inizio del XX secolo, la Siria e il Libano erano due stati arabi che occupavano una regione nota come Levante che facevano parte dell'Impero ottomano. Dopo la sconfitta ottomana nella prima guerra mondiale e in seguito al Trattato di Sèvres, furono governati da un mandato francese dato dalla Società delle Nazioni alla Conferenza di pace di Parigi nel 1919.
Nel 1936 la Siria firmò un trattato con la Francia che garantiva l'indipendenza siriana. Tuttavia, con lo scoppio della seconda guerra mondiale, ciò non avvenne mai poiché i francesi temevano che la Germania nazista avrebbe potuto capitalizzare l'eventuale rinuncia della Francia alle sue colonie in Medio Oriente. Scoppiarono così disordini e il nuovo presidente Hashim al-Atassi si dimise. Con la caduta della Francia nel 1940, la Siria passò sotto il controllo della Governo di Vichy fino a quando gli inglesi e la Francia libera occuparono il paese nella campagna Siria-Libano nel luglio 1941. La Siria proclamò nuovamente la sua indipendenza nel 1941, ma fu solo il 1º gennaio 1944 che fu riconosciuta come repubblica indipendente. Per diversi mesi sia il Libano che la Siria avevano assistito a manifestazioni contro i francesi. Con l'arrivo di sempre più rinforzi francesi, le manifestazioni presto si intensificarono.
Charles De Gaulle, come capo del governo provvisorio francese, inviò il generale Paul Beynet a stabilire una base aerea in Siria e una base navale in Libano nell'aprile 1945. La notizia di ciò provocò ulteriori proteste nazionaliste a Damasco. Nel V Day entrambi i paesi videro enormi proteste in cui alcuni cittadini francesi vennero attaccati e uccisi. I francesi risposero a queste proteste con minacce di artiglieria e attacchi aerei nel tentativo di fermare il movimento verso l'indipendenza. I colloqui cessarono immediatamente e si verificarono scontri tra gli arabi e le forze francesi e senegalesi mentre i soldati siriani e libanesi disertavano i loro ufficiali francesi.

## Crisi
La crisi iniziò proprio il 19 maggio quando le manifestazioni a Damasco comportarono scontri a fuoco nell'area dell'ospedale francese; circa una dozzina di persone rimasero ferite ma nessuna venne uccisa. Il giorno successivo ad Aleppo scoppiarono gravi disordini in cui alcuni soldati francesi vennero uccisi e alcuni feriti. Per rappresaglia, il generale Oliva-Roget ordinò alle sue truppe di aprire il fuoco sui manifestanti a Damasco. Nel giro di pochi giorni i combattimenti tra i giovani siriani e l'esercito francese si intensificarono a Hama e Homs.

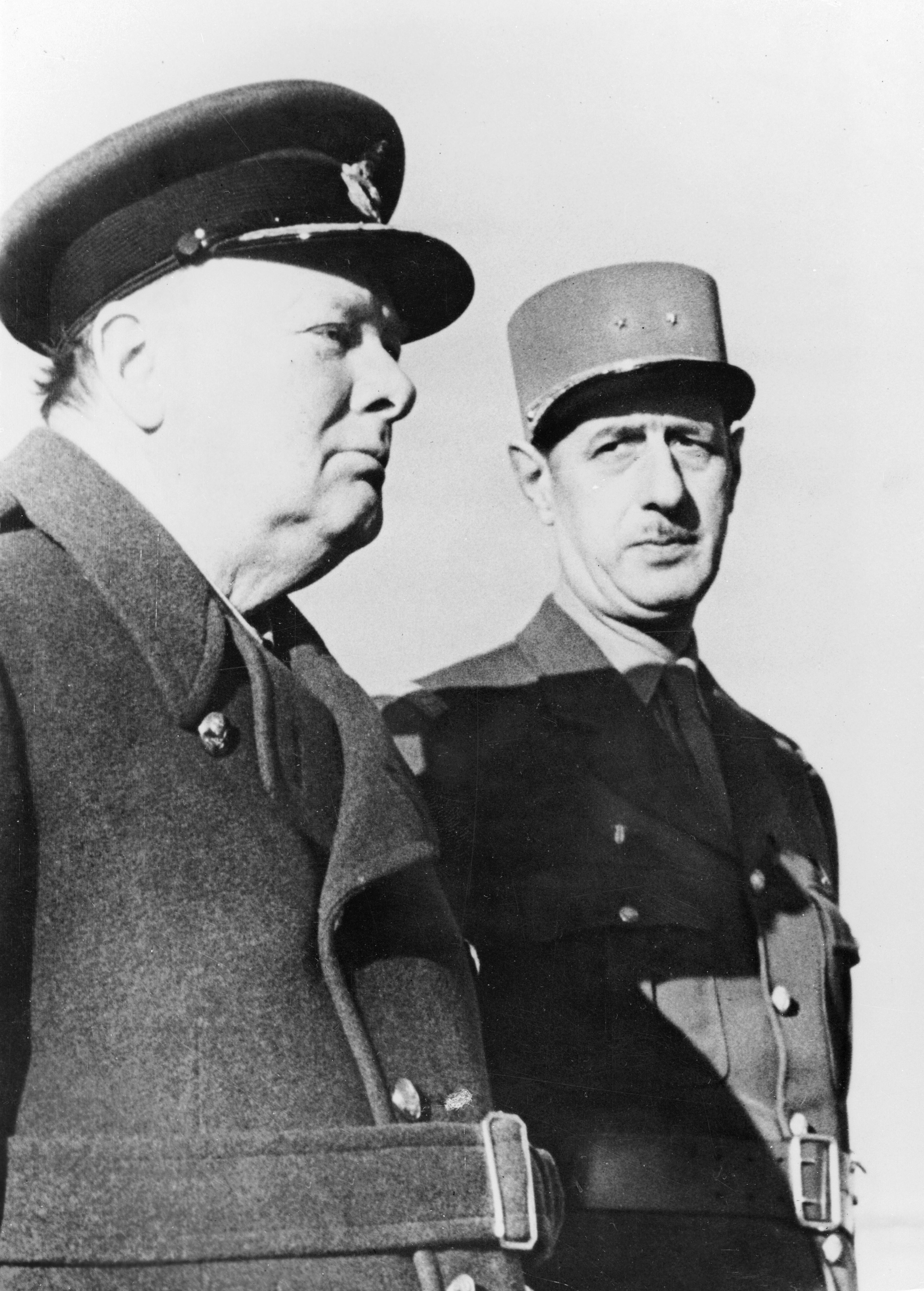
Winston Churchill e Charles De Gaulle in un incontro nel 1944

Il 29 maggio le truppe francesi presero d'assalto il parlamento siriano e cercarono di arrestare il presidente Shukri al-Quwatli e il presidente parlamentare Saadallah al-Jabiri, ma entrambi riuscirono a fuggire. I francesi bruciarono e bombardarono l'edificio e interruppero poi l'elettricità a Damasco. Sigillarono anche i confini della Siria con la Giordania, l'Iraq e il Libano. I francesi iniziarono a bombardare con artiglieria e mortai mentre venivano inviate truppe coloniali senegalesi, che commettevano atti di saccheggio e di distruzione.
Quwatli essendo riuscito a fuggire tramite un'auto blindata britannica inviò una richiesta urgente di intervento al primo ministro Winston Churchill per l'intervento delle truppe britanniche. Churchill disse che avrebbe fatto ciò che poteva, ma il suo rapporto con Charles de Gaulle era tuttavia in quel momento a un livello basso dopo la visita a Parigi l'anno precedente, nonostante i suoi sforzi per preservare gli interessi francesi dopo la conferenza di Yalta. A gennaio Churchill disse a un collega di ritenere che de Gaulle fosse «un grande pericolo per la pace e per la Gran Bretagna. Dopo cinque anni di esperienza, sono convinto che sia il peggior nemico della Francia nei suoi guai [...] è uno dei più grandi pericoli per la pace europea [...]. Sono certo che alla lunga non si raggiungerà alcuna intesa con il generale de Gaulle».
Il generale Bernard Paget, che era a capo della Nona Armata britannica, ricordò ai francesi che erano caduti sotto il suo comando. De Gaulle aveva pensato che questo fosse finito con la guerra in Europa. Tuttavia sarebbe realmente terminato una volta che fosse finita la guerra del Pacifico. Paget aveva a sua disposizione una grande forza nella regione e minacciò che sarebbe stato costretto a intervenire dalla Transgiordania se la violenza non si fosse fermata. Churchill era d'accordo, ma aveva bisogno del sostegno degli Stati Uniti e dell'Unione Sovietica per inviare truppe britanniche contro i francesi.
Allo stesso tempo, l'esercito francese del Levante nella regione era stato gravemente indebolito: quasi il 70% di tutti gli ufficiali e il 40% dei soldati siriani dell'esercito francese avevano disertato le loro postazioni e preso le armi con i ribelli siriani. Ad Hama furono abbattuti due aerei francesi, mentre il comandante di un'unità francese cadde in un'imboscata e ucciso. Ad Hauran le truppe francesi vennero rastrellate e disarmate: le loro armi furono distribuite ai giovani che speravano di marciare verso Damasco per aiutare il governo centrale. I francesi chiesero quindi rinforzi e stavano da allora usando la loro forza aerea per sganciare bombe su aree sospette di resistenza. Allo stesso tempo, il primo ministro siriano Faris al-Khoury era alla conferenza di fondazione delle Nazioni Unite a San Francisco, presentando la richiesta di indipendenza della Siria e ordinando anche la fine dei combattimenti. Entrambi furono sostenuti dal presidente Harry Truman, che dichiarò, "quei francesi dovrebbero essere portati fuori e castrati".

### Intervento britannico
Infine, il 31 maggio, con la notizia che il bilancio delle vittime aveva superato il migliaio di siriani, Churchill inviò a de Gaulle un messaggio che diceva: "Al fine di evitare una collisione tra le forze britanniche e francesi, vi chiediamo di ordinare immediatamente alle truppe francesi di cessare il fuoco e ritirarsi nelle loro caserme”. Questo fu ignorato e Churchill il giorno successivo senza aspettare una risposta dagli americani autorizzò Paget all'invasione.
Il 1º giugno Paget ordinò alla sua forza di invadere la Siria dalla Transgiordania, con truppe e carri armati della 31ª divisione corazzata indiana. Colpirono verso Damasco con lo Squadrone 'D' dei Kings Dragoon Guards dopo essere arrivati a Beirut da cui interruppero le comunicazioni di Oliva-Roget. Paget ordinò a Oliva-Roget di dire ai suoi uomini di cessare il fuoco, ma il francese rispose che non avrebbe preso ordini dagli inglesi sebbene Paget fosse il suo ufficiale superiore e comandante del Middle East Command. Paget avanzò quindi verso Damasco; alla fine, e dopo essersi reso conto di essere in netta inferiorità numerica, Roget ordinò ai suoi uomini di tornare alla loro base vicino alla costa. Era arrabbiato per il fatto che gli inglesi fossero arrivati solo dopo che aveva "ripristinato l'ordine". Disse a un giornalista siriano: "State sostituendo i francesi alla mano con i brutali britannici". Quella notte, con i siriani che uccisero tutte le truppe francesi o senegalesi che riuscivano a trovare, i francesi furono costretti ad accettare la scorta britannica di nuovo al sicuro nelle loro caserme sotto tiro.

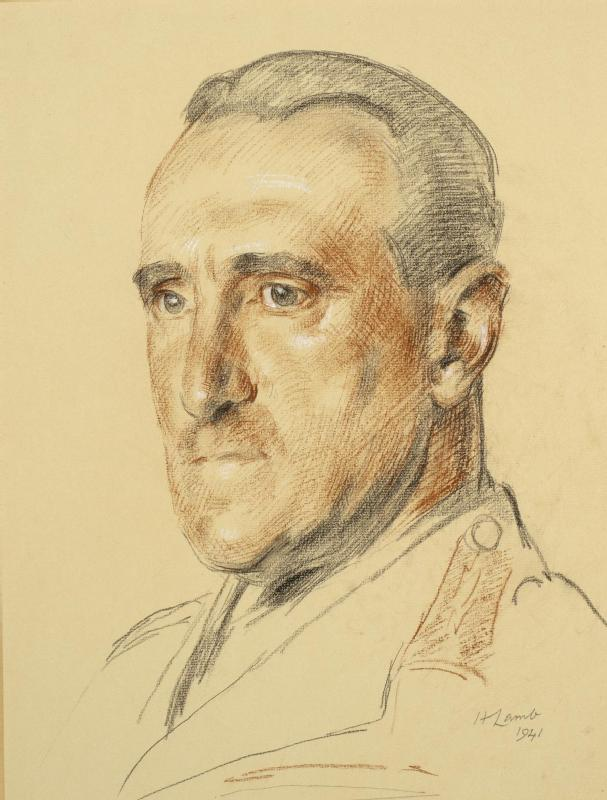
Sir Bernard Paget Comandante del Comando Medio Oriente East

Gli inglesi dovettero quindi assorbire tutti i francesi che non erano ancora tornati nelle loro caserme, tra le acclamazioni della gente di Damasco. I danni alla città furono considerevoli; il parlamento siriano era un guscio fumante, una vasta area della città era stata distrutta da un incendio e le strade erano bucherellate di proiettili.
Il Manchester Guardian riportò l'evento con gioia patriottica:
Il 2 giugno De Gaulle si rese conto che non si poteva fare nulla e con riluttanza organizzò un cessate il fuoco. Oliva-Roget fu poi licenziato, ma scoppiò una furiosa lite tra Gran Bretagna e Francia.

### Cessate il fuoco e diplomazia
Una volta che Paget prese il controllo di Damasco, impose il coprifuoco a tutti i cittadini francesi. I soldati francesi erano tenuti nelle loro caserme e non potevano sparare se non per autodifesa sotto gli occhi vigili dei cannonieri britannici. Le navi francesi dovevano rimanere fuori dalla portata dei cannoni in mare aperto e non entrare a meno che non gli fosse stato detto. Gli aerei francesi erano a terra con le truppe britanniche a guardia degli aeroporti. Le truppe e i carri armati britannici e indiani si diffusero poi in tutta la Siria poiché vi erano ancora piccole operazioni di rastrellamento.
Il giorno successivo, con il cessate il fuoco in vigore: due truppe dello Squadrone "A" dei Kings Dragoon Guards accampati sull'ippodromo di Damasco scortarono ufficiali francesi di alto rango che altrimenti non sarebbero stati in grado di muoversi in sicurezza per la città. Entro il 12 giugno lo squadrone 'A' dei KDG andò a Baalbek nella valle della Bekaa e il 2 luglio lo squadrone 'B' fu inviato a Tel Kalakh per rifornire una guarnigione francese che era stata tagliata fuori. Due truppe dello Squadrone "B", noto come Mannforce, si recarono il 6 giugno a Latakia dove i francesi avevano sparato su una folla, uccidendo diciannove persone. Il 10 luglio la Mannforce, insieme al 2° Sherwood Foresters, fu chiamata a Baniyas quando i francesi aprirono il fuoco sulla città con mortai e mitragliatrici. Con il controllo ripristinato in loco, il tenente Mann portò quindi un gruppo alla frontiera turca per riportare i cavalli e gli ufficiali francesi della loro unità di cavalleria, i cui uomini avevano disertato. A questo punto l'ordine fu ripristinato nella maggior parte della Siria.
Beynet era furioso ed etichettò le misure britanniche come una "pugnalata alle spalle". De Gaulle si infuriò contro "l'ultimatum di Churchill" dicendo che "l'intera faccenda puzzava di petrolio". L'ambasciatore britannico in Francia Duff Cooper venne convocato dal ministro degli Esteri francese Georges Bidault dicendo che "qualunque errore la Francia avesse commesso, non meritava un'umiliazione come questa". De Gaulle vide la crisi come un'atroce cospirazione anglosassone. Disse a Cooper: "Riconosco che non siamo in grado di fare una guerra contro di te, ma hai tradito la Francia e tradito l'Occidente. Questo non può essere dimenticato."
Le truppe britanniche informarono Quwatli che avevano il controllo e chiesero la sua collaborazione di far rispettare il coprifuoco serale nel paese. Quwatli lo rispettò ed espresse la sua gratitudine al governo britannico.

## Conseguenze

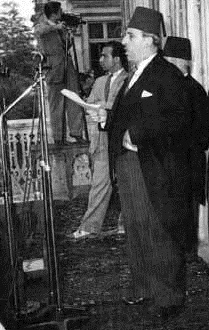
Il presidente siriano Shukri al-Quwatli dichiara l'indipendenza della Siria dalla Francia, 17 aprile 1946

Le continue pressioni dei gruppi nazionalisti siriani e l'intervento britannico costrinse i francesi a ritirarsi completamente dalla Siria e dal Libano entro la fine di luglio e a quel punto il mandato era stato effettivamente cancellato. La forza britannica assunse un ruolo più importante nella sorveglianza delle città siriane e delle aree tribali designate durante l'estate e l'autunno del 1945.
La Francia era isolata e stava soffrendo l'ennesima crisi diplomatica, la terza del 1945, dopo Stoccarda e la Val D'Aosta che avevano entrambe fatto infuriare Truman. Il segretario della Lega araba Edward Atiyah disse: "La Francia ha messo tutte le sue carte e due pistole arrugginite sul tavolo". I francesi videro l'intervento britannico come un modo di portare gli Stati levantini nella propria sfera di influenza. Sulla stampa francese ci furono accuse secondo cui la Gran Bretagna aveva armato i manifestanti e che la Gran Bretagna era nemica della Francia avendo fatto un altro esempio di sé come la "perfida albione”. Accusarono gli Stati Uniti di aiutare l'Italia e la Germania più di quanto non avessero aiutato la Francia durante la guerra. I russi, che chiarirono che la Francia avesse torto, furono anch'essi criticati da De Gaulle. Il Regno Unito e gli Stati Uniti avevano considerato l'azione militare francese in Siria come un potenziale catalizzatore di ulteriori disordini in tutto il Medio Oriente e un danno per le linee di comunicazione britanniche e americane nella regione.
In ottobre la comunità internazionale riconobbe l'indipendenza della Siria e del Libano e furono ammessi come membri fondatori delle Nazioni Unite. Il 19 dicembre 1945 fu infine firmato un accordo anglo-francese: sia i britannici dalla Siria che le forze francesi dal Libano dovevano essere ritirati all'inizio del 1946. I francesi evacuarono l'ultima delle loro truppe nell'aprile di quell'anno mentre gli inglesi partirono a luglio. La Siria divenne completamente indipendente il 17 aprile 1946, il che ha lasciato entrambi i paesi nelle mani di un governo repubblicano formato durante il mandato.
Bidault definì l'intera crisi come peggiore di quella dell'incidente di Fascioda avvenuta cinquant'anni prima.